# 俞審
俞審（16世紀—17世紀），號莘畝，南直隸太平府蕪湖縣人，明朝政治人物。

## 生平
俞審是萬曆二十五年（1597年）丁酉科應天鄉試舉人，三十八年（1610年）授橫州知州，橫州有峒蠻強橫難以駕馭，他處置得當，設立化蠻主誘導順服，受橫州人民愛戴，為他建祠立石，四十二年（1614年）調任澧州知州，當地被沅江、湘江等河流包圍，四十三年（1615年）夏天下暴雨，洪水沖破城池，他親自督舟人拯救淹水者，全活者眾，事後又築堤壩杜絕水患，稱「文梁堤」，而澧州習俗崇信巫鬼，他寫下《明聖圖解》，作孝悌忠信禮義廉恥八行圖說教人民，民俗一變。
俞審長子俞日都是貢生，曾任荊門州同知，遇上張獻忠率兵圍城，防禦有勞，辭官歸里後兩次舉鄉飲賓。

## 引用
1. 1 2  民國《蕪湖縣志·卷四十八·人物志》：俞審，號莘畝，登萬曆丁酉賢書，知廣西橫州事，州舊有峒蠻強悍難馭，審處置多方，設立化蠻主，使常加誘導蠻馴服，邦人戴之，為建祠立石，調知湖廣澧州，澧受沅湘諸水眾壑所歸，萬曆乙卯夏霪雨，浹旬水齧城郭，審親督舟人救漂沒者，全活甚眾，為築堤以絕水患，名曰「文梁堤」，又澧俗崇信巫鬼，審著《明聖圖解》，作孝弟忠信禮義廉恥八行圖說以教之，民俗一變。
2. ↑  乾隆《（安徽）太平府志·卷二十五·人物志》：俞審，號莘畝，萬厯舉人知橫州，州介峒蠻強悍難禦，審處置多方，設立化蠻生使，常誘導遂馴服，州人為建祠立石；繼調知澧州，澧為沅湘諸水泉壑所歸，萬厯乙卯夏淫雨浹旬，州水噬城郭，審督舟人救男女之漂沒者，全活無筭，又鳩工築堤以絕水患，名曰「文梁堤」，至今賴之，俗信尚巫鬼，審講明聖諭，作孝弟忠信禮義廉恥八行圖解勸導之，民俗一變。長子日都，貢生，任荊門同知，值獻賊圍城，防禦著績，歸里後兩應鄉賓。